# Aldeia de Joanes
Aldeia de Joanes ist ein Ort und eine ehemalige Gemeinde (Freguesia) im portugiesischen Kreis Fundão. Die Gemeinde hatte 1334 Einwohner (Stand 30. Juni 2011).
Am 29. September 2013 wurden die Gemeinden Aldeia de Joanes, Aldeia Nova do Cabo, Fundão, Valverde und Donas zur neuen Gemeinde União das Freguesias de Fundão, Valverde, Donas, Aldeia de Joanes e Aldeia Nova do Cabo zusammengeschlossen.